# Notomastus tenuis
Notomastus tenuis är en ringmaskart som först beskrevs av Moore 1909.  Notomastus tenuis ingår i släktet Notomastus och familjen Capitellidae.
Artens utbredningsområde är Mexikanska golfen. Inga underarter finns listade i Catalogue of Life.